# Dražljaj
Dražljáj ali stímulus je v fiziologiji določena količina kake energije, ki vpliva na čutilni receptor ali vzdražno tkivo, na primer bolečinski dražljaj, ki vpliva na receptorje za bolečino, ali vidni dražljaj, ki vpliva na mrežnico. Dražljaji so lahko kemični, električni, mehanični, svetlobni ali toplotni.
Čutilni receptorji so zelo selektivni za določeno vrsto dražljaja (zato na primer zvok ne vpliva na čutilne celice v očesu). Po delovanju dražljaja na čutilni receptor se spremeni prevodnost membrane receptorja za enega ali več ionov in posledično se spremeni membranski potencial receptorja; pride lahko do hiperpolarizacije ali depolarizacije membrane. Signal se prenese v osrednje živčevje v obliki akcijskih potencialov, ki se prožijo zaradi sprememb membranskega potenciala.
Na osnovi vrste dražljaja tudi delimo čutilne receptorje v organizmu:
- fotoreceptorji se odzivajo na svetlobne dražljaje
- mehanoreceptorji se odzivajo na mehanične dražljaje
- termoreceptorji se odzivajo na toplotne dražljaje
- kemoreceptorji se odzivajo na kemične dražljaje (recimo kemične snovi, ki povzročajo zaznavo vonja)
- nociceptorji se odzivajo na bolečinske dražljaje